# Underworld (álbum de Vamps)
Underworld é o quarto álbum de estúdio da banda de rock japonesa Vamps, lançado em 26 de abril de 2017 no Japão e em 28 de abril internacionalmente. Foi lançado em quatro edições: a regular e três tipos de edições limitadas.
Os singles do álbum são "Sin in Justice" com colaboração de Apocalyptica, "Inside of Me" com Chris Motionless e "Calling". 

## Produção
Sobre o conceito que deu vida ao álbum, a banda contou: "'Underworld' (submundo) não é um lugar que possamos ver com nossos olhos, 'o mundo físico', mas o lado escuro que está escondido sob a superfície, 'o mundo das sombras', onde reside a verdadeira natureza do VAMPS".
Produzido com Kane Churko e Howard Benson, foi projetado para atrair o público americano. K.A.Z especificou que o motivo desse apelo é porque "sentimos que o rock americano é mais autêntico e real, é nisso que nos inspiramos." e adicionou: "sentimos que a língua inglesa - as palavras em inglês - parecem mais “rock”, mais autênticas e ásperas. A língua japonesa é um pouco mais suave e menos áspera." As letras foram escritas pelo vocalista Hyde e Kane: "Eu dizia a Kane a imagem que estava procurando e então ele escrevia as letras." afirmou o cantor.
A capa do álbum e do single "Calling" foram desenhadas pelo artista Rockin 'Jelly Bean.

## Recepção
Alcançou a segunda posição na Oricon Albums Chart, permanecendo na parada por nove semanas.

## Faixas
| N.º            | Título                                | Letras                                                            | Música                                                            | Duração |  |
| 1.             | "Underworld"                          | Hyde, Kane Churko                                                 | Hyde                                                              | 3:20    |  |
| 2.             | "Calling"                             | Hyde, Kane Churko                                                 | K.A.Z                                                             | 2:53    |  |
| 3.             | "Break Free" (com Kamikaze Boy)       | Hyde, Kane Churko                                                 | K.A.Z                                                             | 3:32    |  |
| 4.             | "Don't Hold Back"                     | Hyde, Kane Churko                                                 | Hyde                                                              | 3:22    |  |
| 5.             | "Bleed for Me"                        | Hyde, Kane Churko                                                 | K.A.Z                                                             | 4:21    |  |
| 6.             | "In This Hell"                        | Hyde, Kane Churko                                                 | Hyde                                                              | 3:57    |  |
| 7.             | "Inside of Me" (com Chris Motionless) | Hyde, Howard Benson, Lenny Skolnik, Seann Bowe                    | Hyde, Howard Benson, Lenny Skolnik, Seann Bowe                    | 3:25    |  |
| 8.             | "Rise or Die" (com Richard Kruspe)    | Richard Z. Kruspe, Hyde, Howard Benson, Lenny Skolnik, Seann Bowe | Richard Z. Kruspe, Hyde, Howard Benson, Lenny Skolnik, Seann Bowe | 3:18    |  |
| 9.             | "Sin in Justice" (com Apocalyptica)   | Hyde                                                              | K.A.Z                                                             | 4:51    |  |
| 10.            | "B.Y.O.B (Bring Your Own Blood)"      | Hyde, Kane Churko                                                 | K.A.Z                                                             | 3:17    |  |
| 11.            | "Rise Up"                             | Hyde, Kane Churko                                                 | Hyde                                                              | 3:15    |  |
| Duração total: | Duração total:                        | Duração total:                                                    | Duração total:                                                    | 39:38   |  |

## Créditos
- Hyde – vocais
- K.A.Z – guitarra